# Rektorat samodzielny w Tarnawcach-Zalesiu
Rektorat samodzielny w Tarnawcach-Zalesiu – samodzielny rektorat rzymskokatolicki należący do dekanatu Przemyśl I w archidiecezji przemyskiej.

## Historia
Tarnawce były wzmiankowane już w 1407 roku. Do XIX wieku istniała parafia greko-katolicka. Przed I wojną światową czyniono przygotowania do budowy kościoła. Wieś należała do parafii Ujkowice, a następnie do parafii Krasiczyn.
17 sierpnia 1973 roku powstała tymczasowa kaplica. W 1975 roku rozpoczęto budowę murowanego kościoła filialnego, według projektu arch. Bolesława Marchwicy. W 2002 roku bp Stefan Moskwa poświęcił kościół pw. św. Aniołów.
Zalesie było wzmiankowane już w XV wieku. Przed I wojną światową czyniono przygotowania do budowy kościoła. Wieś należała do parafii Olszany. W 1981 roku podjęto decyzję o budowie kościoła filialnego. W latach 1985–1992 zbudowano kościół, który w 1992 roku abp Ignacy Tokarczuk poświęcił pw. Podwyższenia Krzyża Świętego.
We wrześniu 2011 roku dekretem abpa Józefa Michalika został utworzony rektorat Tarnawce-Zalesie.
Na terenie rektoratu jest 1 160 wiernych w miejscowościach: Tarnawce, Zalesie, Dybawka
Rektorzy kościoła:
2011–2014. ks. Bogusław Czarniecki.
2014–2023. ks. Dariusz Pruchnicki
2023– nadal ks. Jan Bator.